# Alberto Parolini
Alberto Parolini (Bassano del Grappa, 24 giugno 1788 – Bassano del Grappa, 15 gennaio 1867) è stato un botanico italiano.

## Biografia

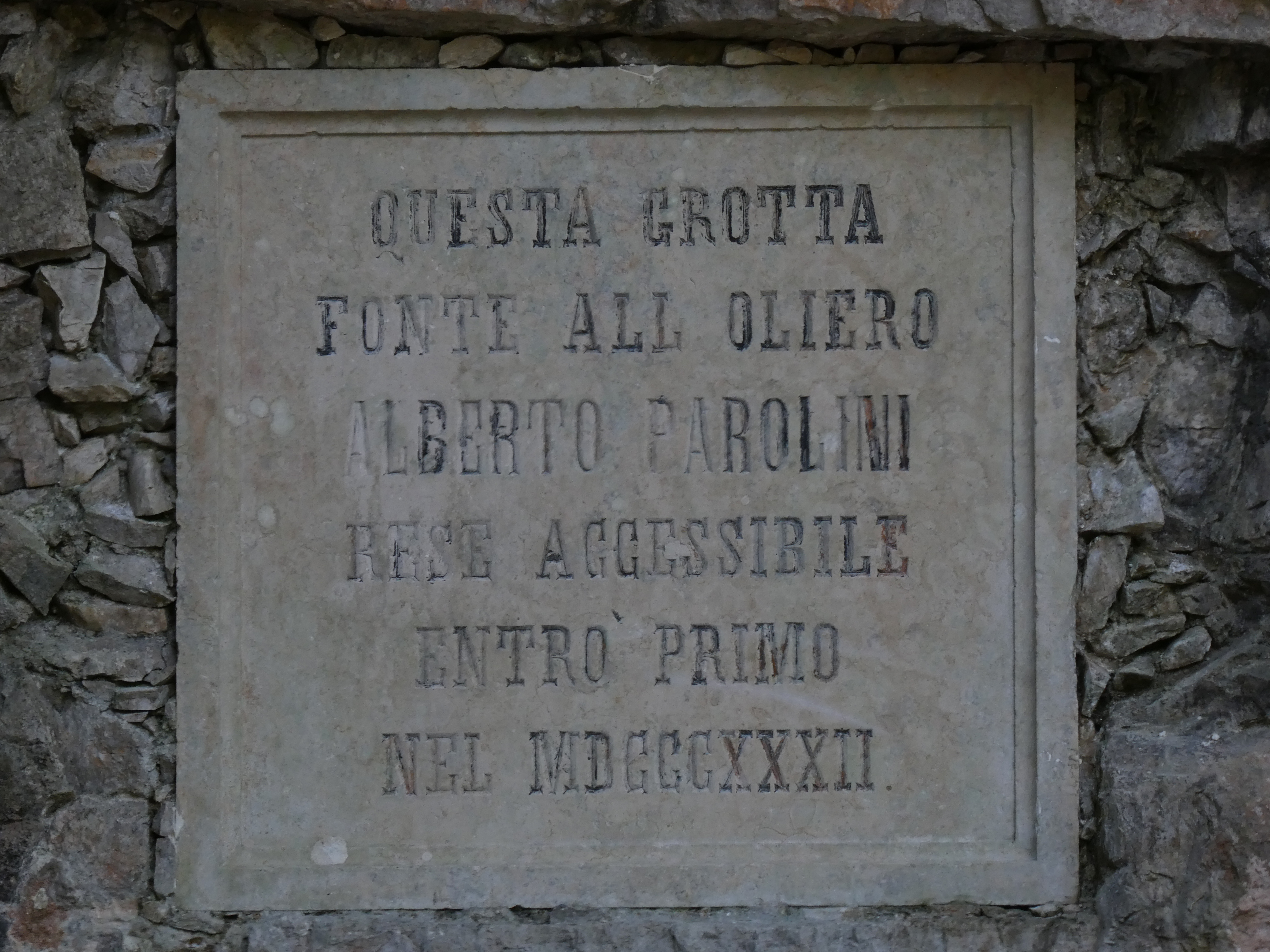
Targa in onore di Parolini all'ingresso della grotta che da lui prende il nome, nel parco naturale delle Grotte di Oliero

Figlio di Francesco Parolini di Bassano del Grappa ed Elisabetta Savioni di Venezia, fu un importante botanico e naturalista. Dimostrò fin da giovanissimo un grande interesse per la natura in genere e per la botanica in particolare. L'amore per la natura e il mondo vegetale era ben viva nella sua famiglia, e fu principalmente  ereditata dal padre, dal nonno e da uno zio. Questo filo conduttore costituì lo stimolo primario del suo intenso percorso culturale, anche se assai rilevante fu per lui la vicinanza e la guida di Giambattista Brocchi che aveva entusiasmato il futuro naturalista già all'età di 8 anni con la pubblicazione (nel 1796) di un libretto intitolato Trattato delle piante odorifere e di bella vista da coltivarsi ne' Giardini.
Orfano di madre a soli quattro anni, studiò inizialmente presso il Seminario di Padova per passare poi agli studi universitari nella stessa città e, successivamente, a Pavia. La sua famiglia, conosciuta come Parolin, proveniva da Rosà (Vicenza) dove se ne trova traccia a partire dal XVI secolo.
Solo in seguito all'ammissione di suo padre Francesco nel Consiglio cittadino acquistò titolo nobiliare e con Alberto il cognome diventò definitivamente Parolini.
Alla morte del padre, avvenuta nel 1815, Alberto ereditò un ingente patrimonio in denaro, terreni e proprietà immobiliari. Nello stesso anno vi fu l'incontro, a Venezia, con Philip Barker Webb, un naturalista britannico al quale fu legato da una profonda amicizia per tutta la vita. Negli anni immediatamente successivi ebbe inizio una serie di viaggi a scopo scientifico per l'intera Europa, con soggiorni a Londra e a Parigi, città in cui poté stringere legami con i maggiori centri della cultura scientifica internazionale, tanto da risultare uno dei soci fondatori della Società geologica di Londra. Il viaggio più esaltante fu probabilmente quello intrapreso nel 1819 (con l'amico Webb) attraverso la Grecia e l'Asia Minore. Fu proprio da questo viaggio che riportò le pigne da cui sarebbe nato il pino che porta il suo nome, il Pinus parolinii (da lui scoperto, nel 1820, in Turchia).
Dopo il viaggio in Inghilterra del 1817 vi furono i primi robusti interventi nel giardino all'italiana che il padre aveva costruito e di cui è testimonianza il rilievo mappale fatto da lui stendere poco prima della morte. L'intervento, attuato secondo il gusto romantico dell'epoca, inserisce a pieno titolo Alberto Parolini nella temperie culturale dell'epoca e nel dibattito letterario e filosofico relativo alla tematica dei giardini e, per l'area Bassanese, ne fa il precursore del giardino romantico, all'inglese.
Al miglioramento dell'orto-giardino lavorò instancabilmente, arricchendolo di specie arboree e ampliandone la caratteristica di orto botanico, peraltro ordinando la costruzione di un muro di protezione. Con il 1834 si può considerare completata la distribuzione degli spazi, tra giardino romantico e Hortus botanicus, che acquisterà straordinaria notorietà e sarà visitato non solo dagli studiosi europei, ma da personalità di altissimo livello come l'imperatore d'Austria Francesco I.
Alberto Parolini si sposò a 47 anni e dalla moglie Giulia Londonio ebbe sei figli, ma solo Elisa e Antonietta sopravvissero. Dopo la sua scomparsa, avvenuta il 15 gennaio del 1867, fu la figlia Antonietta a proseguire con grande dedizione e intelligenza l'attività del padre, lasciando poi erede universale il figlio Alberto Agostinelli, che nel 1904 ottenne l'autorizzazione ad aggiungere il cognome del celebre nonno. Dopo la morte di Agostinelli nel 1927, il complesso botanico e le case passarono al Comune di Bassano secondo la volontà testamentaria.
Dell'intensa attività in campo botanico di Alberto Parolini si possono elencare almeno quattro principali parchi nati dalla sua instancabile opera. Due, uno ad Oliero, in Valsugana (da lui prende nome la grotta Parolini, aperta al pubblico sin dal 1832 e che Parolini aveva scoperto nel 1822) e uno a sud dell'ex palazzo Polidoro confinante con l'Istituto Don Cremona, sono oggi praticamente scomparsi.
Altri due, il Giardino Parolini a Bassano e il parco della ex villa Diedo, a Cusinati di Rosà, costituiscono tuttora una importante testimonianza di un aspetto rilevante della cultura e della storia d'Italia.
A Bassano del Grappa l'Istituto Statale Agrario di Istruzione Superiore porta il suo nome.